# Reine Rechtslehre
Die Reine Rechtslehre ist eine von dem österreichischen Rechtswissenschaftler Hans Kelsen (1881–1973) entwickelte Variante des Rechtspositivismus. 
Die Reine Rechtslehre ist eine Theorie des positiven Rechts „schlechthin“, d. h., sie erhebt den Anspruch, auf jegliche von Menschen jemals gesetzte (= positive) Rechtsordnung angewendet werden zu können, mithin „allgemeine Rechtstheorie“ zu sein. Die Behandlung eines übermenschlichen Rechts, des sogenannten Naturrechts, wird demgegenüber als unwissenschaftlich abgelehnt. Ziel der Reinen Rechtslehre ist, die wissenschaftliche Beschreibung des Rechts von den ihr fremden Beimengungen u. a. soziologischer, psychologischer, biologischer, religiöser, ethischer und politischer Art zu scheiden. Die Reine Rechtslehre vertritt das Postulat der Trennung zwischen der Sphäre des Seins, d. h. Sätzen über Faktisches, und des Sollens, d. h. Sätzen über Normatives (Methodendualismus).

## Exemplarische Form des Rechtspositivismus
Hans Kelsen steht mit seiner reinen Rechtslehre exemplarisch für den Rechtspositivismus, er gilt als dessen konsequentester und für die Rechtsphilosophie des 20. Jahrhunderts einflussreichster Vertreter. Kelsen formulierte einen Allgemeingültigkeitsanspruch der Lehre, deren universalistische Wirksamkeit in der Rechtsliteratur aber nicht unwidersprochen blieb. Dem Rechtspositivismus gemein ist die Betonung der strengen Wissenschaftlichkeit der Rechtswissenschaft, worunter eine Beschränkung auf das real erfahrbare Recht ohne Rückgriff auf metaphysische Gründe verstanden wird. Dies führt zur auch für die reine Rechtslehre grundlegenden Annahme der „Trennungsthese“ (Trennung von Recht und Moral) und der „Relativitätsthese“ (zur Richtigkeit von Wertvorstellungen).

## Relativitätsthese/Kritik des Naturrechts
Die Relativitätsthese verneint die menschliche Erkenntnis einer absoluten Norm und beruht damit auf einem ethischen Nonkognitivismus bzw. einem Werterelativismus. Mit Verweis auf die geschichtlich auftauchenden, höchst unterschiedlichen Auffassungen über unverfügbare, objektive Wertmaßstäbe erweist sich ein jedes Wertsystem als Kulturerscheinung, und somit als relativ. Es existiert kein – für Menschen ersichtliches – Kriterium objektiver Art zur Beurteilung der inneren, moralischen Richtigkeit einer Norm.

## Trennungsthese
Hieraus folgt die Trennungsthese. Recht und Moral sind zwei voneinander unabhängige Wertsysteme. Einfach ausgedrückt, bezeichnet Recht das geltende Recht, „so wie es ist“. Moral hingegen bezeichnet das Recht „so wie es sein soll“. Insoweit steht Moral für die Vorstellung von einem kritischen Maßstab für das Recht. Gerechtigkeit ist für Kelsen ein Teilaspekt der Moral und, wie er ausführt, ein irrationales Ideal, das sich mit Wissenschaftlichkeit nicht verträgt. Das bedeutet, dass jede Rechtsnorm unabhängig von ihrem Inhalt als gültig/geltend anzusehen ist, wenn sie nur nach bestehenden Rechtserzeugungsnormen zustande kam. „[…] Darum kann jeder beliebige Inhalt Recht sein.“
Hierbei ist zu beachten, dass Kelsen streng unterscheidet zwischen der „Geltung“ (d. i. die „spezifische Existenz“ einer Norm) und der „Verbindlichkeit“, d. i. die moralische Frage, ob man sich an die Norm hält oder sie bricht – nach Kelsen kann dies nur jedes Individuum für sich selbst entscheiden, einen objektiven Maßstab kann es nicht geben.
Später erweitert Kelsen die Trennungsthese. In der postum erschienenen Allgemeinen Theorie der Normen (1979) universalisiert er die Trennungsthese dahingehend, dass die „Geltung“ (positive Existenz) jeder Normenordnung, sei es z. B. eine bestimmte gesellschaftliche Moral, eine bestimmte staatliche oder überstaatliche Rechtsordnung oder eine Religionsgemeinschaft, nicht von der inhaltlichen Übereinstimmung mit einer anderen Normenordnung abhängen könne.

## Theorie des positiven Rechts
Der Rechtsbegriff wird gleichgesetzt mit dem Bestand von Rechtsnormen, die das positive Recht charakterisieren. Dieses Verständnis lässt es zu, die Rechtswissenschaft von Handlungsmustern wie Moral oder Politik abzukoppeln, womit sie von weltanschaulichen Phänomenen freigestellt wird. Diese Einengung des Rechtsbegriffs führt dazu, dass das Recht als Staatswille erscheint. Recht ist für Kelsen danach eine Ordnung inhaltlich beliebiger Zwangsnormen, verstanden als rein formale Kategorie. Seine Geltung insgesamt wird durch die Wirksamkeit seines Zwanges bedingt. Zum Begriff positiven Rechts gehört danach, dass das Unterlassen eines rechtlich gebotenen Verhaltens rechtlich organisierte Zwangsmaßnahmen nach sich ziehen kann. Einer darüber hinausgehenden Rechtfertigung des Zwanges bedarf es nicht, um etwas als Recht zu erkennen, da dessen Rechtfertigung dem Bereich des nicht-empirischen Sollens (Metaphysik) entstammen muss und daher nicht Gegenstand der reinen Rechtslehre sein kann. 
In der Spätphase seines Werks verschiebt sich die Gewichtung weg von der Notwendigkeit des Zwangscharakters. Zwar sei es für Rechtsordnungen „wesentlich“, dass sie ihre Befehle auch mit Zwang umsetzen kann, verallgemeinert müsse jedoch eine Normenordnung nur irgendeine Form der „Sanktion“ vorsehen, z. B. auch die tadelnde Missbilligung oder das ehrende Loben durch die Gesellschaftsmitglieder.
Diese Rechtstheorie (des gesetzten Rechts) setzte sich spätestens in der ersten Hälfte des 20. Jahrhunderts durch. Für Félix Somló resultierte die Rechtsmacht aus dem zuständigen Staatswesen selbst und andere Rechtsquellen leiteten sich daraus ab, wenngleich später durchaus attestiert wurde, dass die Schaffung von Handlungsspielräumen für die Demokratie – in Abgrenzung zur Naturrechtslehre – Spuren von ideologischer Qualität aufwiesen. In den Mittelpunkt der Rechtsquellenlehre und der Rechtswissenschaft rückte auf Kosten des wissenschaftlichen Rechts das Gesetz.

## Annahme der Grundnorm
Die Kategorien „Sein“ und „Sollen“ sind nach neukantianischer Auffassung streng zu trennen. Weder kann von einem Sein ein Sollen abgeleitet werden („Weil Richter R es gesagt hat, soll Dieb D im Gefängnis sitzen“), noch von einem Sollen ein Sein („Weil man nicht stehlen soll, sitzt der Dieb D im Gefängnis“). Nur aus einem Sollen könne ein anderes Sollen folgen („Weil man den Urteilen von Richtern folgen soll, soll man die Verurteilung von Dieb D beachten“). Da eine Norm nichts anderes als eine Sollensanordnung ist, kann man ihre Geltung nur von einer anderen – im Stufenbau der Rechtsordnung höher stehenden – Norm ableiten. Dies führt zu einem infiniten Regress über eine jeweils vorausgesetzte Norm, deren Geltungsgrund wieder einen Geltungsgrund haben muss. Um diesem Regress eine Grenze zu setzen, führt Kelsen die sogenannte Grundnorm ein, einen Begriff, den der österreichische Völkerrechtler Alfred Verdross (1890–1980) bereits 1921 in seinem Werk „Die Einheit des völkerrechtlichen Weltbildes“ ersonnen hat. Die Grundnorm ist nicht gesetzt und hat auch keinen Inhalt. Sie wird vorausgesetzt, um eine Rechtsordnung in sich abzuschließen. Die Grundnorm ist demnach eine transzendentallogische Voraussetzung. Davon ausgehend wird eine Rechtsordnung dann als die Gesamtheit der Normen definiert, die sich auf eine Grundnorm zurückführen lässt. In der 1. Auflage der „Reinen Rechtslehre“ (1934) hat Kelsen seine Grundnorm als „Hypothese“ aufgefasst. In der 2. Auflage (1960) geht er dazu über, die Grundnorm als „Fiktion“ anzusehen.
Am Ende votiert er für diese letzte Ansicht und scheint sich weiter von der Transzendentallogik zu entfernen. Die Grundnorm ist nun eine echte Fiktion im Sinne der Vaihingerschen „Als-Ob-Philosophie“.

„Der Denkzweck der Grundnorm ist: die Begründung der Geltung der eine positive Moral- oder Rechtsordnung bildenden Normen […]. Dieses Ziel ist nur im Wege der Fiktion zu erreichen. Daher ist zu beachten, daß die Grundnorm im Sinne der Vaihingerschen Als-Ob-Philosophie keine Hypothese ist – als was ich sie selbst gelegentlich gekennzeichnet habe – sondern eine Fiktion, die sich von der Hypothese dadurch unterscheidet, daß sie von dem Bewußtsein begleitet wird oder doch begleitet werden soll, daß ihr die Wirklichkeit nicht entspricht […]“

## Verhältnis zu anderen Lehren
Die Reine Rechtslehre steht dem Naturrecht, aber auch der soziologischen Rechtsschule von Max Weber und Eugen Ehrlich ablehnend gegenüber. Ihr Rechtsbegriff, der sich auf Setzung und Zwang gründet, gründet sich letztlich auf Macht.
Einer der Hauptantipoden der Reinen Rechtslehre war Carl Schmitt.

## Ausgaben
- Reine Rechtslehre, 1. Aufl., Leipzig und Wien 1934 (2. Aufl.: Wien 1960).
- Reine Rechtslehre. Einleitung in die rechtswissenschaftliche Problematik. Hrsg.: Matthias Jestaedt. Studienausgabe der 1. Auflage 1934. Mohr Siebeck, Tübingen 2008, ISBN 978-3-16-149703-2 (oapen.org [PDF]).
- Reine Rechtslehre. Mit einem Anhang: Das Problem der Gerechtigkeit. Hrsg.: Matthias Jestaedt. Studienausgabe der 2. Auflage 1960. Mohr Siebeck, Tübingen 2017, ISBN 978-3-16-152973-3.